# Baricella
Baricella (emilián nyelven Bariṡèla, baricellai nyelvjárásban La Barisèla) település Olaszországban, Emilia-Romagna régióban, Bologna megyében. Lakosainak száma 7068 fő (2023. január 1.). Baricella Argenta, Ferrara, Minerbio, Poggio Renatico, Budrio, Malalbergo és Molinella községekkel határos.

## Népesség
A település népességének változása:
| Lakosok száma | 6982 | 7030 | 7068 |
|               | 2017 | 2018 | 2023 |